# Antoine-Isaac Silvestre de Sacy
Antoine-Isaac, barãon Silvestre de Sacy (21 de setembro de 1758 - 21 de fevereiro de 1838) foi um linguista e orientalista francês.

## Biografia
Era filho de um notário parisiense de origem jansenista cuja morte fez com que a educação de Antoine-Isaac ficasse a cargo da mãe.
Estudante de línguas semitas, em 1795 foi nomeado professor de língua árabe na recentemente criada École spéciale de langues orientales vivantes, onde exerceu um importante magistério a alunos provenientes de toda a Europa, como o francês Jean François Champollion, os alemães Heinrich Leberecht Fleischer e Johann Gustav Stickel ou o espanhol Pascual de Gayangos y Arce. Fruto deste trabalho didático publicou Chrestomatie Arabe (3 vols., 1806), Grammarie Arabe (1810) e Anthologie grammaticale (1829).
Em 1806 foi nomeado professor de língua persa. Feito barão em 1813, em 1815 foi nomeado reitor da Universidade de Paris e, durante a segunda restauração, teve um papel ativo na comissão de instrução pública. Em 1822 foi membro fundador, junto com Jean-Pierre Abel-Rémusat, da Société asiatique. Desde 1832 foi secretário perpétuo da Academia das Inscrições e Línguas Antigas, e nesse mesmo ano nomeado par da França.

## Obra
Os seus primeiros trabalhos como linguista e orientalista foram sobre as inscrições pálavis dos xás do Império Sassânida em 1791. Durante esses anos começou os seus estudos sobre a religião dos drusos, mas os resultados finais só se publicariam postumamente e incompletos, em Exposé de la religion des Druzes (2 vols, 1838).
Entre as suas obras destacam-se também Calila et Dimna, (1816).

### Obras originais
- Mémoires sur l'histoire des Arabes avant Mahomet, Paris, 1785
- Mémoires sur diverses antiquites de la Perse, Paris, 1793
- Principes de Grammaire générale, mis à la portée des enfans, et propres à servir d’introduction à l’étude de toutes les langues, Paris, 1799, 8ª reimp. 1852
- Chrestomathie arabe, ou extraits de divers écrivains arabes : tant en prose qu’en vers, à l’usage des élèves de l'École spéciale des Langues Orientales vivantes, 3 volumes, Paris, 1806; 2ª ed. 1826
- Grammaire arabe à l’usage des élèves de l’École Spéciale des Langues Orientales Vivantes : avec figures, 2 volumes, Paris, 1810; 2ª ed. 1831
- Mémoire sur les monuments de Kirmanshah ou Bisutun, Paris, 1815
- Mémoires d’histoire et de littérature orientales, Paris, 1818 (Contém o famoso artigo «Mémoire sur la dynastie des Assassins et sur l'étymologie de leur nom», p. 322-403)
- Anthologie grammaticale arabe, ou morceaux choisis de divers grammairiens et scholiastes arabes …, Paris, 1829
- Exposé de la religion des Druzes, 2 volumes, Paris, 1838

### Traduções (seleção)
- Mīr Ḫwānd, Histoire des Rois de Perse de la Dynastie des Sassanides, 1793
- Aḥmad Ibn-Alī al-Maqrīzī, Traité des monnoies Musulmanes, 1797
- Abd-al-Laṭīf al-Baġdādī, Relation arabe sur l'Égypte, Paris, 1810
- Bīdpāī, Calila et Dimna ou fables de Bidpai, 1816
- Farīd-ad-Dīn 'Attar, Pend-Nameh : ou Le Livre des conseils, trad. et publié par Silvestre de Sacy, Paris, Debure, 1819
- Al-Qāsim Ibn-Alī al-Ḥarīrī, Les séances de Hariri, Paris, 1822
- Ǵāmi, Nūr-ad-Dīn Abd-ar-Rahmān, Vie des Soufis ou les haleines de la familiarité, Paris, Imprimerie royale, 1831
- Yehûdā Ben-Šelomo al-Ḥarîzî, Extrait du Séfer Tahkémoni, 1833